# Walnut Grove (Géorgie)
Pour les articles homonymes, voir Walnut Grove.
Walnut Grove est une ville américaine située dans le comté de Walton, en Géorgie. Selon le recensement de 2020, sa population est de 1 322 habitants.